# 1964年ウィンブルドン選手権
1964年 ウィンブルドン選手権（1964ねんウィンブルドンせんしゅけん、The Championships, Wimbledon 1964）に関する記事。イギリス・ロンドン郊外にある「オールイングランド・ローンテニス・アンド・クローケー・クラブ」にて開催。

## シード選手

### 男子シングルス
1. ロイ・エマーソン　（初優勝）
2. チャック・マッキンリー　（ベスト4）
3. マニュエル・サンタナ　（4回戦）
4. ラファエル・オスナ　（ベスト8）
5. デニス・ラルストン　（1回戦）
6. フレッド・ストール　（準優勝）
7. ニコラ・ピエトランジェリ　（2回戦）
8. マーティン・マリガン　（2回戦）

### 女子シングルス
1. マーガレット・スミス　（準優勝）
2. マリア・ブエノ　（優勝、4年ぶり3度目）
3. ビリー・ジーン・モフィット　（ベスト4）
4. レスリー・ターナー　（ベスト4）
5. ナンシー・リッチー　（ベスト8）
6. アン・ヘイドン＝ジョーンズ　（ベスト8）
7. ジャン・レヘイン　（3回戦）
8. ロビン・エバーン　（ベスト8）

### 男子ダブルス
1. チャック・マッキンリー＆ デニス・ラルストン
2. ラファエル・オスナ＆ アントニオ・パラフォックス
3. ボブ・ヒューイット＆ フレッド・ストール
4. ロイ・エマーソン＆ ケン・フレッチャー

### 女子ダブルス
1. マーガレット・スミス＆ レスリー・ターナー
2. ビリー・ジーン・モフィット＆ カレン・サスマン
3. マリア・ブエノ＆ ロビン・エバーン
4. アン・ヘイドン＝ジョーンズ＆ レネ・シュールマン

### 混合ダブルス
1. ケン・フレッチャー＆ マーガレット・スミス
2. フレッド・ストール＆ レスリー・ターナー
3. ボブ・ヒューイット＆ マリア・ブエノ
4. ロバート・ハウ＆ ノルマ・ベイロン

## 大会経過

### 男子シングルス
準々決勝
- ロイ・エマーソン vs.  ボブ・ヒューイット　6-1, 6-4, 6-4
- ウィルヘルム・ブンゲルト vs.  ラファエル・オスナ　6-4, 6-2, 6-3
- フレッド・ストール vs.  クリスティアン・クーンケ　6-3, 7-5, 6-3
- チャック・マッキンリー vs.  エーブ・セガル　6-3, 6-3, 4-6, 6-4

準決勝
- ロイ・エマーソン vs.  ウィルヘルム・ブンゲルト　6-3, 15-13, 6-0
- フレッド・ストール vs.  チャック・マッキンリー　4-6, 10-8, 9-7, 6-4

### 女子シングルス
準々決勝
- マーガレット・スミス vs.  ノルマ・ベイロン　6-0, 2-0 （途中棄権）
- ビリー・ジーン・モフィット vs.  アン・ヘイドン＝ジョーンズ　6-3, 6-3
- レスリー・ターナー vs.  ナンシー・リッチー　6-3, 6-4
- マリア・ブエノ vs.  ロビン・エバーン　6-4, 6-1

準決勝
- マーガレット・スミス vs.  ビリー・ジーン・モフィット　6-3, 6-4
- マリア・ブエノ vs.  レスリー・ターナー　3-6, 6-4, 6-4

## 決勝戦の結果
男子シングルス
- ロイ・エマーソン vs.  フレッド・ストール　6-4, 12-10, 4-6, 6-3

女子シングルス
- マリア・ブエノ vs.  マーガレット・スミス　6-4, 7-9, 6-3

男子ダブルス
- ボブ・ヒューイット＆ フレッド・ストール vs.  ロイ・エマーソン＆ ケン・フレッチャー　7-5, 11-9, 6-4

女子ダブルス
- マーガレット・スミス＆ レスリー・ターナー vs.  ビリー・ジーン・モフィット＆ カレン・サスマン　7-5, 6-2

混合ダブルス
- フレッド・ストール＆ レスリー・ターナー vs.  ケン・フレッチャー＆ マーガレット・スミス　6-4, 6-4